# Ryska cupen (fotboll)
Ryska cupen (ryska: Кубок России; också känt som: Rambler — Ryska cupen) är den ryska inhemska cupen i fotboll. Den arrangeras årligen av Ryska fotbollsunionen och är för både professionella- samt amatör-fotbollsklubbar.

## Deltagare
Alla klubbar från det ryska ligasystemet får delta. Ryska Premier League, Ryska förstadivisionen, Ryska andradivisonen och amatörligorna. 

## Spelformat
Cupen spelas i ett knockout-format, där segraren går vidare till nästa omgång. Andradivisionen börjar spela i 1/512, 1/256 eller i 1/128 finalerna, beroende på hur många lag som deltar. Förstadivisionen ansluter till turneringen i 1/32 finalen och RPL-lagen i 1/16. Första rundan spelas i april och final spelas i maj det efterföljande året, cupen spelas alltså mer än ett år.
Den som vinner hela turneringen får en kvalplats till Europa League och en match mot segrarna i RPL i Ryska supercupen. 

## Klubbprestationer
| Klubb                | Mästare | Vinstår                                              |
| -------------------- | ------- | ---------------------------------------------------- |
| Lokomotiv Moskva     | 9       | 1996, 1997, 2000, 2001, 2007, 2015, 2017, 2019, 2021 |
| CSKA Moskva          | 7       | 2002, 2005, 2006, 2008, 2009, 2011, 2013             |
| Zenit St. Petersburg | 4       | 1999, 2010, 2016, 2020                               |
| Spartak Moskva       | 3       | 1994, 1998, 2003                                     |
| Dynamo Moskva        | 1       | 1995                                                 |
| Rostov               | 1       | 2014                                                 |
| Rubin Kazan          | 1       | 2012                                                 |
| Terek Groznyj        | 1       | 2004                                                 |
| FC Torpedo Moskva    | 1       | 1993                                                 |
| Tosno                | 1       | 2018                                                 |